# 小湊駅
小湊駅（こみなとえき）は、青森県東津軽郡平内町大字小湊字下夕田（しただ）にある、青い森鉄道青い森鉄道線の駅である。平内町の中心駅である。
かつて、国鉄・JR時代には、特急「はつかり」の一部や夜行急行「八甲田」「十和田」、昼行急行「深浦」が停車していた。

## 歴史
- 1889年（明治22年）：延伸工事資材輸送のため、小湊港貨物支線の貨物駅として暫定開業。
- 1891年（明治24年）9月1日：東北本線盛岡青森間延伸と同時に開業[1]。
- 1893年（明治26年）3月16日：電報取扱い開始[2]。
- 1943年（昭和18年）12月：青函連絡船小湊函館航路の関連施設の建設を開始[3]。
- 1946年（昭和21年）7月1日：青函連絡船小湊函館航路（貨物専用）を開設[3]。
- 1949年（昭和24年）7月15日：青函連絡船小湊函館航路（貨物専用）の運行を中止[3]。
- 1973年（昭和48年）3月31日：貨物の取り扱いを廃止[1]。
- 1985年（昭和60年）3月14日：荷物扱い廃止[1]。
- 1987年（昭和62年）4月1日：国鉄分割民営化により、JR東日本の駅となる[1]。
- 2002年（平成14年）12月1日：東北新幹線八戸延伸に伴い、特急「はつかり」廃止、当駅に停車する定期優等列車は無くなる。
- 2004年（平成16年）4月1日：業務委託化（1990年代後半から業務委託化までは野辺地駅から駅員が派遣されていた）。
- 2010年（平成22年）12月4日：東北新幹線全線開業に伴い、青い森鉄道に移管。
- 2021年（令和3年）3月13日：ダイヤ改正に伴い、快速「しもきた」の乗り入れを取りやめ。

## 駅構造
単式ホーム1面1線と島式ホーム1面2線、計2面3線のホームを持つ地上駅。互いのホームは跨線橋で連絡している。
野辺地駅管理の直営駅。出札窓口のほか、自動券売機が設置されている。
JR時代は野辺地駅管理の業務委託駅（ジャスター委託）で、駅員は2名配置、駅長はジャスター浅虫温泉駅長が兼務していた。駅舎にはみどりの窓口、自動券売機が設置されていた。

### のりば
| 番線 | 路線           | 方向           | 行先           |
| ---- | -------------- | -------------- | -------------- |
| 1    | ■青い森鉄道線  | 下り           | 青森方面       |
| 2    | （予備ホーム） | （予備ホーム） | （予備ホーム） |
| 3    | ■青い森鉄道線  | 上り           | 八戸・目時方面 |

付記事項
- 2番線は待避線であるが、定期旅客列車の発着はなく、夏期間のねぶた祭りにおける当駅止、当駅始発の臨時列車のみ使用することがある（冬期間は2番線の線路の除雪が行われないため、ほぼ使用停止状態に近い）。

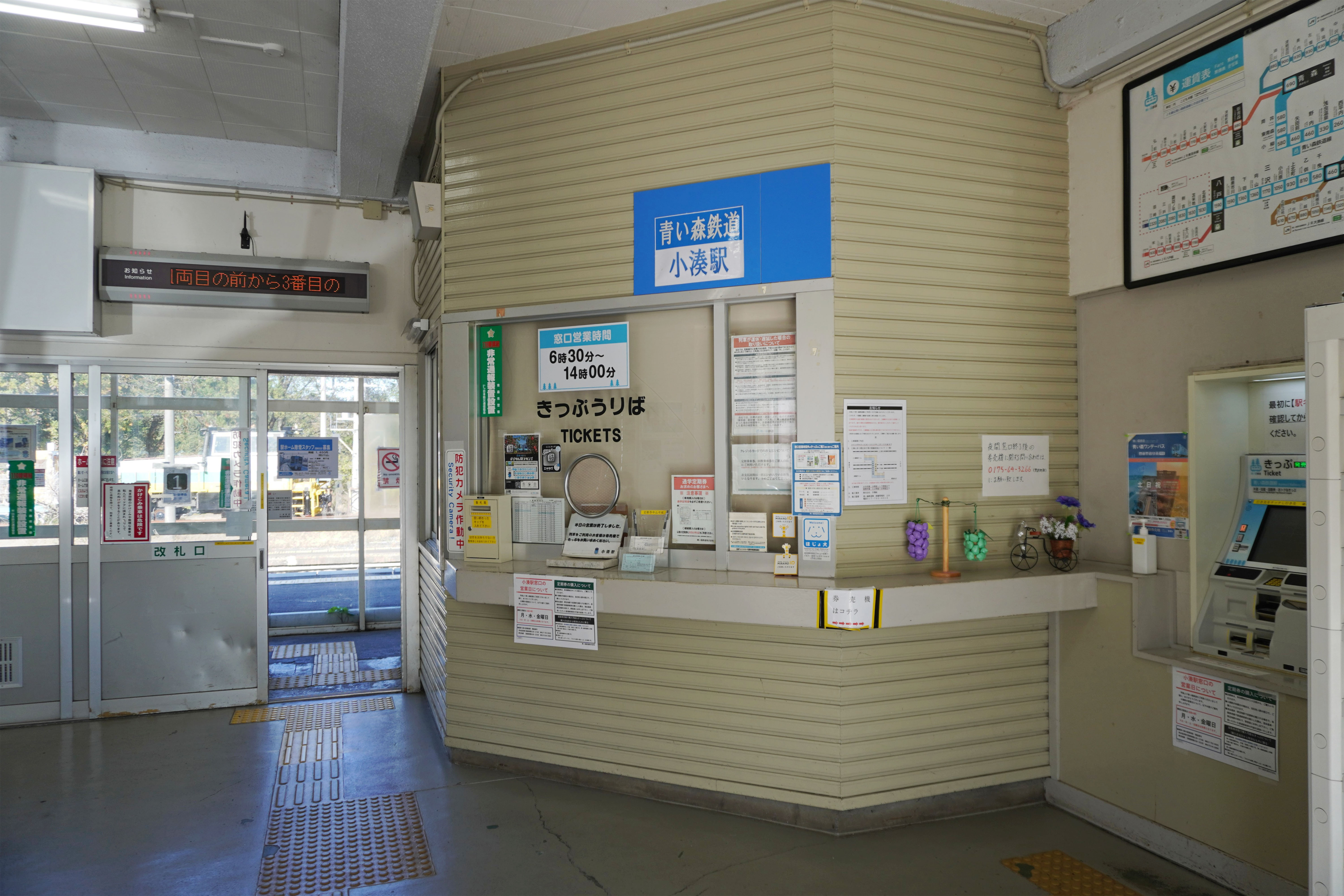
改札口（2023年10月）
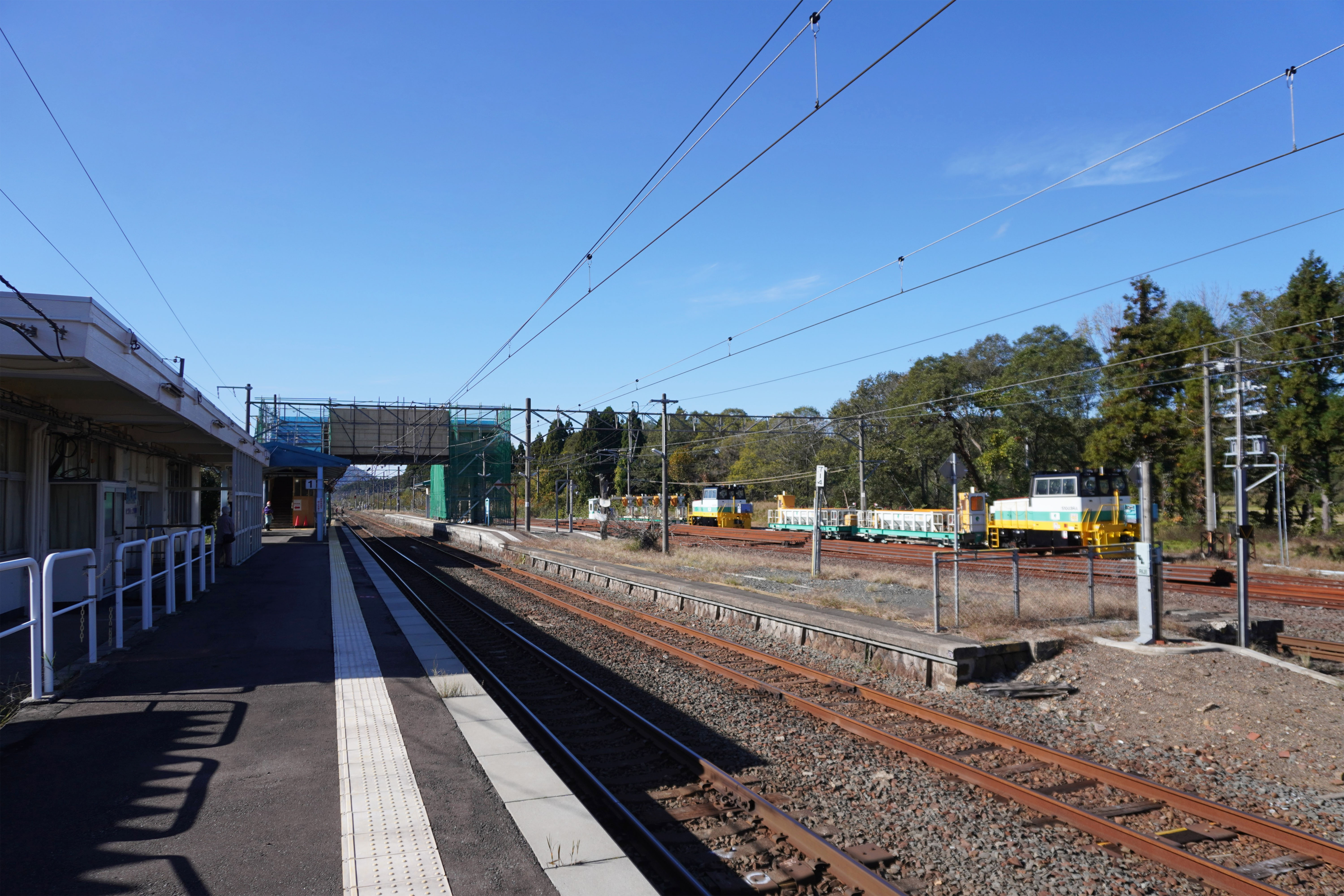
ホーム（2023年10月）

## 利用状況
2000年度（平成12年度）以降の推移は以下のとおりである。
| 乗車人員・乗降人員推移 | 乗車人員・乗降人員推移 | 乗車人員・乗降人員推移 | 乗車人員・乗降人員推移 |
| 年度                   | 1日平均 乗車人員       | 1日平均 乗降人員       | 出典                   |
| ---------------------- | ---------------------- | ---------------------- | ---------------------- |
| 2000年（平成12年）     | 679                    |                        | [ JR東 1 ]             |
| 2001年（平成13年）     | 669                    |                        | [ JR東 2 ]             |
| 2002年（平成14年）     | 614                    |                        | [ JR東 3 ]             |
| 2003年（平成15年）     | 597                    |                        | [ JR東 4 ]             |
| 2004年（平成16年）     | 562                    |                        | [ JR東 5 ]             |
| 2005年（平成17年）     | 553                    |                        | [ JR東 6 ]             |
| 2006年（平成18年）     | 536                    |                        | [ JR東 7 ]             |
| 2007年（平成19年）     | 511                    |                        | [ JR東 8 ]             |
| 2008年（平成20年）     | 475                    |                        | [ JR東 9 ]             |
| 2009年（平成21年）     | 470                    |                        | [ JR東 10 ]            |
| 2010年（平成22年）     | 410                    |                        | [ JR東 11 ]            |
| 2011年（平成23年）     |                        | 752                    | [ 国交省 1 ]           |
| 2012年（平成24年）     |                        | 726                    | [ 国交省 1 ]           |
| 2013年（平成25年）     |                        | 709                    | [ 国交省 1 ]           |
| 2014年（平成26年）     |                        | 719                    | [ 国交省 1 ]           |
| 2015年（平成27年）     |                        | 915                    | [ 国交省 1 ]           |
| 2016年（平成28年）     |                        | 889                    | [ 他 1 ]               |
| 2017年（平成29年）     |                        | 861                    | [ 他 1 ]               |
| 2018年（平成30年）     |                        | 844                    | [ 国交省 2 ]           |

## 駅周辺
- 青森みちのく銀行平内支店
- 青森県信用組合小湊支店
- 青森県道215号小湊停車場線
  - 国道4号
- 青森警察署平内交番
- 小湊郵便局
- 青森みちのく銀行小湊支店
- 平内町民図書館
- 平内町立小湊小学校
- 平内町立小湊中学校
- 平内町役場

## バス路線
- 平内町民バス（下北交通）
  - 浅虫温泉線：浅虫温泉行
  - 狩場沢線：野辺地駅行
  - 東田沢線：東田沢漁協前行
  - 茂浦線：稲生行
  - 童子・松野木線：清水川駅行
  - よごしやま環状線：よごしやま温泉行

### 当駅から接続する温泉地・観光地
- よごしやま温泉 - 平内町民バス狩場沢行・よごしやま温泉行乗車約10分、「よごしやま温泉」下車。
- 浅所海岸（白鳥飛来地） - 平内町民バス東田沢行乗車約10分、「浅所駐在所前」下車。

## 隣の駅
青い森鉄道
■青い森鉄道線
清水川駅 - 小湊駅 - *西平内駅 - 浅虫温泉駅
*560M列車は西平内駅を通過する。

### 記事本文
1. 1 2 3 4 5  石野哲（編）『停車場変遷大事典 国鉄・JR編 Ⅱ』（初版）JTB、1998年10月1日、419頁。ISBN 978-4-533-02980-6。
2. ↑  『逓信省告示第69号』明治26年3月6日官報第2902号22ページ
3. 1 2 3  中園裕「津軽の街と風景 駅や築港は国策に翻弄＝21」『陸奥新報』陸奥新報社、2015年3月9日。
4. ↑  “小湊駅”.   青い森鉄道. 2021年4月11日閲覧。
5. ↑  “小湊駅”.   青い森鉄道. 2021年4月11日閲覧。

### 利用状況
JR東日本
1. ↑  “各駅の乗車人員（2000年度）”.   東日本旅客鉄道. 2019年2月2日閲覧。
2. ↑  “各駅の乗車人員（2001年度）”.   東日本旅客鉄道. 2019年2月2日閲覧。
3. ↑  “各駅の乗車人員（2002年度）”.   東日本旅客鉄道. 2019年2月2日閲覧。
4. ↑  “各駅の乗車人員（2003年度）”.   東日本旅客鉄道. 2019年2月2日閲覧。
5. ↑  “各駅の乗車人員（2004年度）”.   東日本旅客鉄道. 2019年2月2日閲覧。
6. ↑  “各駅の乗車人員（2005年度）”.   東日本旅客鉄道. 2019年2月2日閲覧。
7. ↑  “各駅の乗車人員（2006年度）”.   東日本旅客鉄道. 2019年2月2日閲覧。
8. ↑  “各駅の乗車人員（2007年度）”.   東日本旅客鉄道. 2019年2月2日閲覧。
9. ↑  “各駅の乗車人員（2008年度）”.   東日本旅客鉄道. 2019年2月2日閲覧。
10. ↑  “各駅の乗車人員（2009年度）”.   東日本旅客鉄道. 2019年2月2日閲覧。
11. ↑  “各駅の乗車人員（2010年度）”.   東日本旅客鉄道. 2019年2月2日閲覧。

国土交通省
1. ↑  国土数値情報(駅別乗降客数データ)  - 国土交通省、2019年7月2日閲覧
2. ↑  国土数値情報(駅別乗降客数データ)  - 国土交通省、2020年9月12日閲覧

その他
1. ↑  国土数値情報(駅別乗降客数データ)  - 統計情報リサーチ、2020年8月28日閲覧